# Kościół Najświętszej Maryi Panny w Sokołowie Włościańskim
Kościół parafialny pw. Najświętszej Maryi Panny w Sokołowie Włościańskim – rzymskokatolicki kościół parafialny drewniany we wsi Sokołowo Włościańskie, gmina Obryte.

## Historia
Pierwszą kaplicę w Sokołowie pw. Najświętszej Maryi Panny wybudował w 1657 podczaszy płocki, późniejszy starosta i wojewoda malborski Jan Franciszek Baliński. Według legendy kolejnemu właścicielowi Sokołowa, podczaszemu ciechanowskiemu Janowi Więckiemu, nieopodal istniejącej kaplicy objawiła się Matka Boska. Zdarzenie miało miejsce przy jednej z rosnących tam dorodnych lip, którą to Maryja miała rozpromienić blaskiem i przemówić do szlachcica, zapewniając go o szczęśliwym zakończeniu wyprawy na wojnę. Więcki obiecał Matce Boskiej wybudować w miejscu objawienia większą kaplicę. Zawiesił na cudownej lipie obraz przedstawiający Maryję.
Więcki w 1682 wybudował drewnianą kaplicę, umieszczając w niej ołtarz z obrazem Matki Boskiej w miejscu, gdzie rosła lipa. Miejscowa ludność szybko otoczyła obraz i miejsce kultem, coraz liczniej przybywając do Sokołowa, zwłaszcza w święta maryjne. Ówczesne władze kościelne usiłowały zatrzymać szerzący się kult. Podjęto decyzję o wywiezieniu obrazu do klasztoru w Strzegocinie. Jednak legenda o sokołowskiej Maryi rosła w siłę. W 1695 biskup płocki Andrzej Chryzostom Załuski dokonał konsekracji świątyni. Do 1825 posługiwali tu benedyktyni z pobliskiej parafii Zambski, później wikariusze tej parafii.
Podczas wizytacji z 1781 odnotowano średni stan budynku. W kolejnych latach stan budynku jeszcze się pogarszał. W 1817 kościół liczył 25 łokci długości i 20 szerokości (14,90 na 11,90 m).
Nowy rozdział w historii świątyni rozpoczął się, kiedy Daniel Sommer, doktor nauk medycznych i członek lóż masońskich, zakupił majątek Sokołowo wraz Wolą Pulewną. Dzięki jego staraniom wykonano generalny remont kaplicy, a także powiększono ją o dwa ołtarze boczne: św. Jana Chrzciciela i św. Józefa.
W 1944 kościół ucierpiał wskutek działań wojennych, ale wysiłkiem mieszkańców uszkodzenia naprawiono rok później. W czasie II wojny światowej część wyposażenia ofiar wotywnych rozkradziono.
Kościół jest wpisany do rejestru zabytków (nr rej.: A-340 z 10 lipca 1956).

## Architektura
Kościół jest budowlą konstrukcji zrębowej, pionowo oszalowaną, nakrytą dwuspadowym dachem. Ściany, słupy i podłogi wykonane są z surowego drewna. Trójnawowe wnętrze rozdzielone jest dwoma parami słupów, nawa główna została zbudowana na planie prostokąta (14,10m x 12,90), prezbiterium jest węższe (11,80 × 6,40 m), a od południa jest dobudowana do niego zakrystia.
Uwagę zwracają niskie masywne drzwi wejściowe i wykuty przez kowala łańcuch przymocowany do drzwi prowadzących do zakrystii, a także dzwonnica z XIX wieku, której kalenice (z racji dwuspadowego dachu) zdobi krzyż. W kościele znajduje się barokowy ołtarz główny z XVII wieku oraz obraz Maryi, a na belce tęczowej XVII-wieczny krucyfiks barokowy.